# Zungri
Zungri é uma comuna italiana da região da Calábria, província de Vibo Valentia, com cerca de 2.182 habitantes. Estende-se por uma área de 23 km², tendo uma densidade populacional de 95 hab/km². Faz fronteira com Briatico, Cessaniti, Drapia, Filandari, Rombiolo, Spilinga, Zaccanopoli.

## Demografia
| Variação demográfica do município entre 1861 e 2011                               |
|                                                                                   |
| Fonte: Istituto Nazionale di Statistica (ISTAT) - Elaboração gráfica da Wikipedia |